# Centro Cívico y Cultural de El Bosque
El Centro Cívico y Cultural de El Bosque es un centro cultural, ubicado en Eleuterio Ramírez 10264, plaza Lo Lillo, Gran Avenida, Paradero 31, en la comuna santiaguina de El Bosque,  de cuya municipalidad depende.
Es un espacio abierto a la cultura y sus distintas expresiones artísticas, tanto para la creación comunal, intercomunal, nacional e internacional. El centro tiene una superficie total de 2.800 metros cuadrados, cuenta con cine, hall central, biblioteca, galería de artes, salón de eventos, cafetería, salas para talleres, y salas de exposiciones.

## Historia
El proyecto se inició durante el gobierno de Michelle Bachelet (2006 - 2010), financiado por el Fondo Nacional de Desarrollo Regional (FNDR) de la Región Metropolitana. Pertenece a la municipalidad de El Bosque, que se encuentra actualmente bajo el mandato del alcalde Manuel Zúñiga Aguilar.

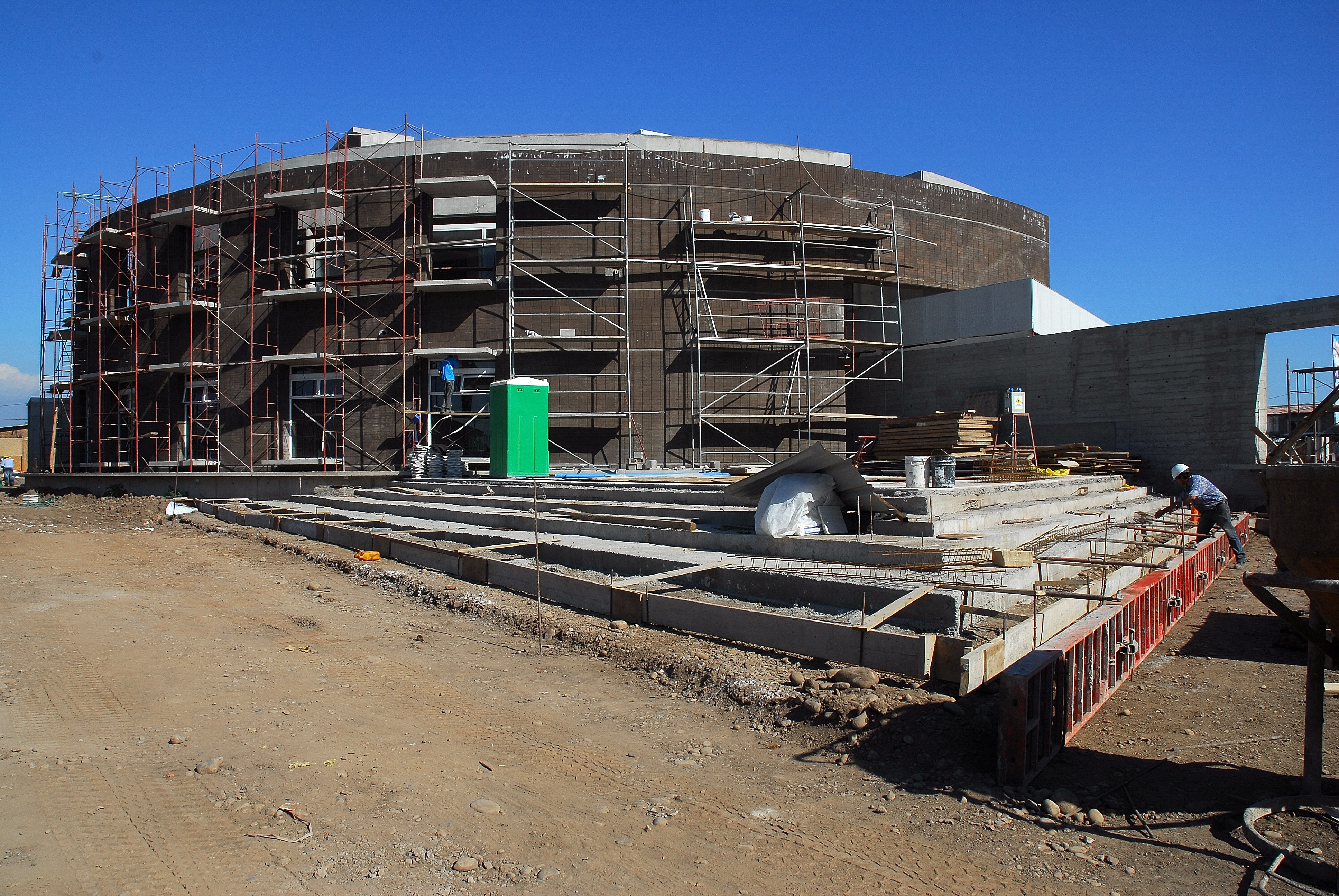
Centro Cívico Cultural El Bosque en construcción

Este centro se ha transformado en el espacio más importante de actividades de la comuna; allí se han celebrado exposiciones de destacados pintores como Fernando Daza Osorio, Mario Toral, Guillermo Nuñez Premio Nacional de Artes Plásticas 2007; de fotógrafos como Tomás Munita, Premio National Geographic; obras de teatro de distintas compañías como Aracataca de Malucha Pinto, eventos musicales que han tenido la presentación de Los Jaivas, Schwenke & Nilo, entre otros.
Entre sus principales objetivos, está el de relacionar el mundo artístico, con estudiantes de educación preescolar y básica con el fin de contribuir al desarrollo educacional de niños y jóvenes de la comuna.

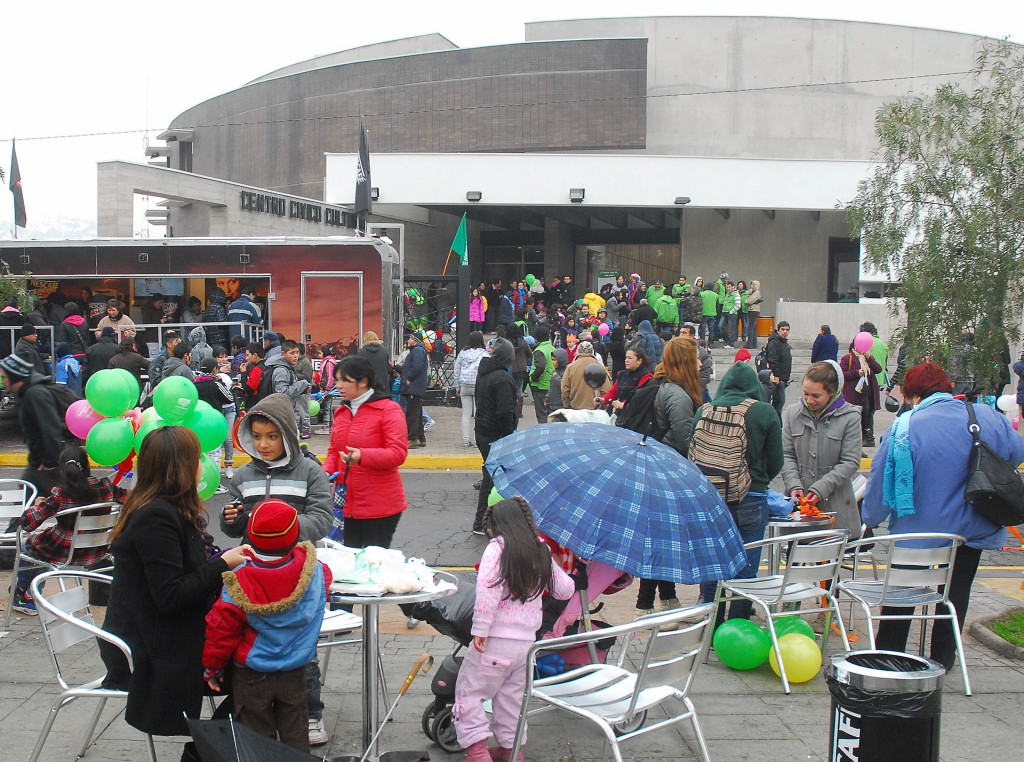
Centro Cívico Cultural El Bosque 3

Uno de su logros más importantes ha sido la creación de la primera Orquesta Sinfónica Infantil y Juvenil de El Bosque, donde 100 niños y niñas, a través de un plan de formación artístico, se desempeñan en la disciplina de diferentes instrumentos.
Cuenta con una biblioteca donde están disponibles salas de estudio y lectura, más de 8000 volúmenes de libros, acceso a WiFi y nuevas tecnologías.
Se realizan talleres de verano e invierno y una escuela de formación de cuentacuentos.
Bajo la dirección de Juan Samuel Aravena, trabajan 14 funcionarios y profesionales.